# Sybase IQ
Sybase IQ es un motor de bases de datos altamente optimizado para inteligencia empresarial, desarrollado por la empresa Sybase, llamado ahora Sap Sybase IQ debido a la compra de la empresa Sybase por parte de Sap. Diseñado específicamente para entregar resultados más rápidos en soluciones de inteligencia empresarial analítica de misión crítica, almacenes de datos y generación de reportes, Sybase IQ combina velocidad y agilidad, con un bajo costo total de propiedad, lo que permite a las empresas llevar a cabo análisis de datos y generación de reportes antes impensables, imprácticos o costosos. La más reciente versión de SAP Sybase IQ es la 16

## Principales características
- Rapidez – Consultas hasta 100 veces más rápidas que un sistema de gestión de base de datos (SGBD) tradicional.
- Menor costo total de propiedad – Usa algoritmos sofisticados de compresión que reducen el volumen de almacenamiento hasta en un 70 por ciento, comparado con un SGBD tradicional.
- Facilidad de uso – Más fácil de mantener que aplicaciones empresariales tradicionales de almacén de datos; no requiere de afinamiento intensivo.
- Escalabilidad – Ofrece escalabilidad de usuarios y datos casi lineal, para grandes volúmenes de usuarios y datos. También soporta multiplexación, especialmente en ambientes GNU/Linux en donde la escalabilidad a nivel de CPU puede ser limitada.
- Flexibilidad – Sybase IQ viene empaquetado en diferentes ediciones, dependiendo de las necesidades de procesamiento de consultas de la organización.

## Plataformas soportadas
Sybase IQ soporta los siguientes sistemas operativos:
- HP-UX
- Microsoft Windows
- AIX
- Solaris
- GNU/Linux
- UNIX
- Otros.